# Retratos de Faium

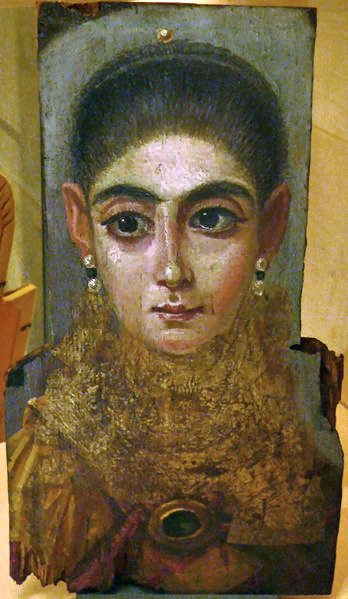
Retrato de uma menina, século II, Louvre. Encáustica sobre madeira.

Os Retratos de Faium (Fayyum, Faiyum ou Fayum) é a expressão moderna usada para definir um tipo de retrato realista pintado sobre madeira (carvalho, cedro ou cipreste) em múmias egípcias do Egito romano.  Os retratos são inovações que datam da época da ocupação romana do Egito, e eram comuns desde o delta do Nilo até a Núbia. 

## Biografia
Fazem parte da tradição da pintura de painéis, que continuou na arte bizantina (iconografia) e na arte copta. Em termos de tradição artística, os retratos derivam mais da arte greco-romana do que da antiga arte egípcia e isso decorre da grande quantidade de imigrantes gregos no Egipto ptolemaico. Sob o domínio greco-romano, o Egito tinha várias colônias gregas, a maioria delas concentradas em Alexandria. Outra dessas colônias era Faium, que também abrigava habitantes de outras partes do Egito, como o delta do Nilo e Mênfis.
Dois tipos de retratos podem ser diferenciados pela técnica: os que utilizam a encáustica e outros que usam a têmpera. A maioria dos retratos foi encontrada na necrópole de Faium.
O explorador italiano Pietro Della Valle, em uma viagem para Sacará-Mênfis em 1615, foi o primeiro europeu a descobrir e descrever os retratos. Outros retratos foram encontrados no século XIX em Tebas. Ippolito Rosellini, membro da expedição de Jean-François Champollion trouxe um dos retratos para Florença. 
Hoje, os retratos de Faium podem ser encontrados em importantes museus arqueológicos do mundo, tais como o Museu Britânico, o Museu Metropolitano de Arte em Nova Iorque e o Louvre em Paris. 
Os hábitos relacionados aos enterros na dinastia ptolemaica seguiam as antigas tradições. Os corpos dos membros das classes altas eram mumificados, colocados em caixões decorados e era também colocada uma máscara para cobrir a cabeça. Os gregos da região praticavam a tradição da cremação. Isso reflete a situação geral do Egito no período helenista: os governantes se auto-proclamavam faraós, mas incorporavam apenas poucos hábitos locais, seguindo o estilo de vida grego. Tudo mudou com a chegada dos romanos. Em poucas gerações, todas as tradições gregas desapareceram.  
Junto com os afrescos de Pompeia e Herculano e os afrescos nos túmulos na Macedônia Antiga, os retratos são as obras mais bem preservadas de tempos antigos e são famosas por seu incrível naturalismo. Pelos retratos é possível observar o modo como as pessoas arrumavam seus cabelos, se vestiam e usavam as joias.

## Galeria

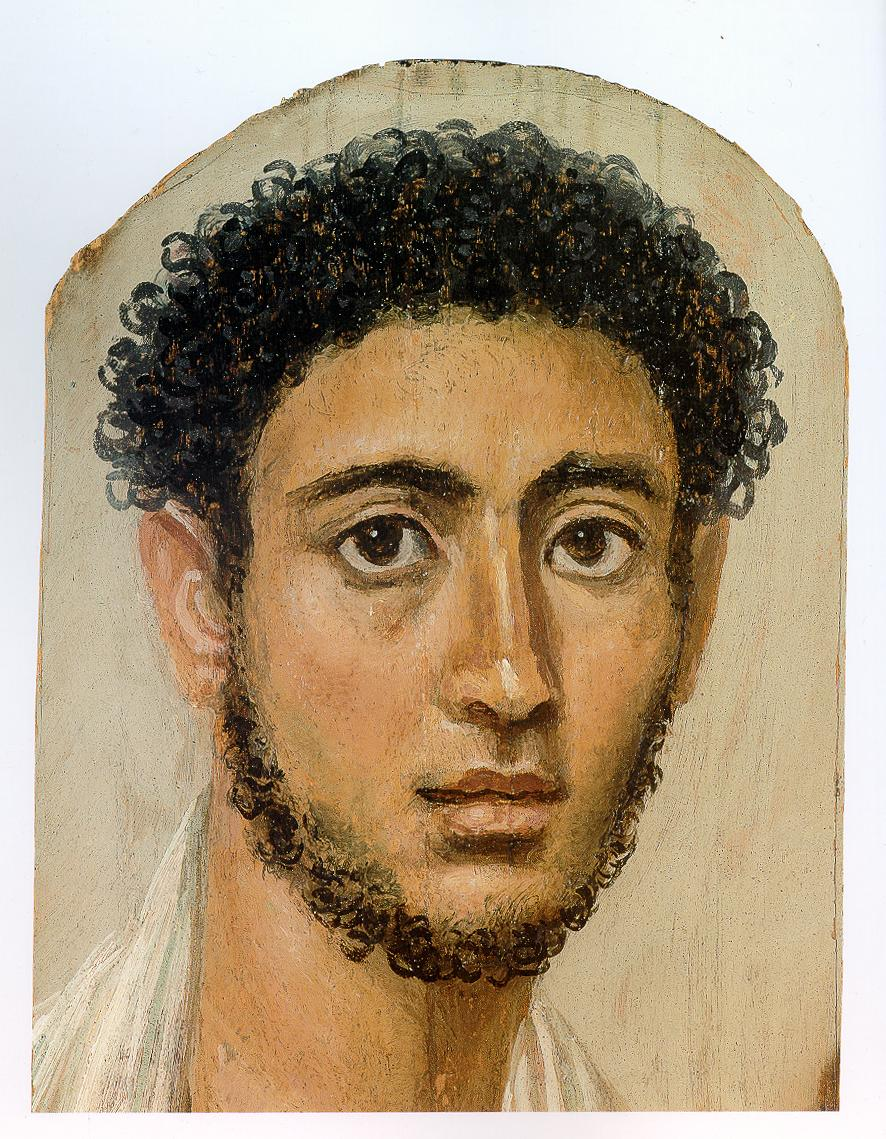
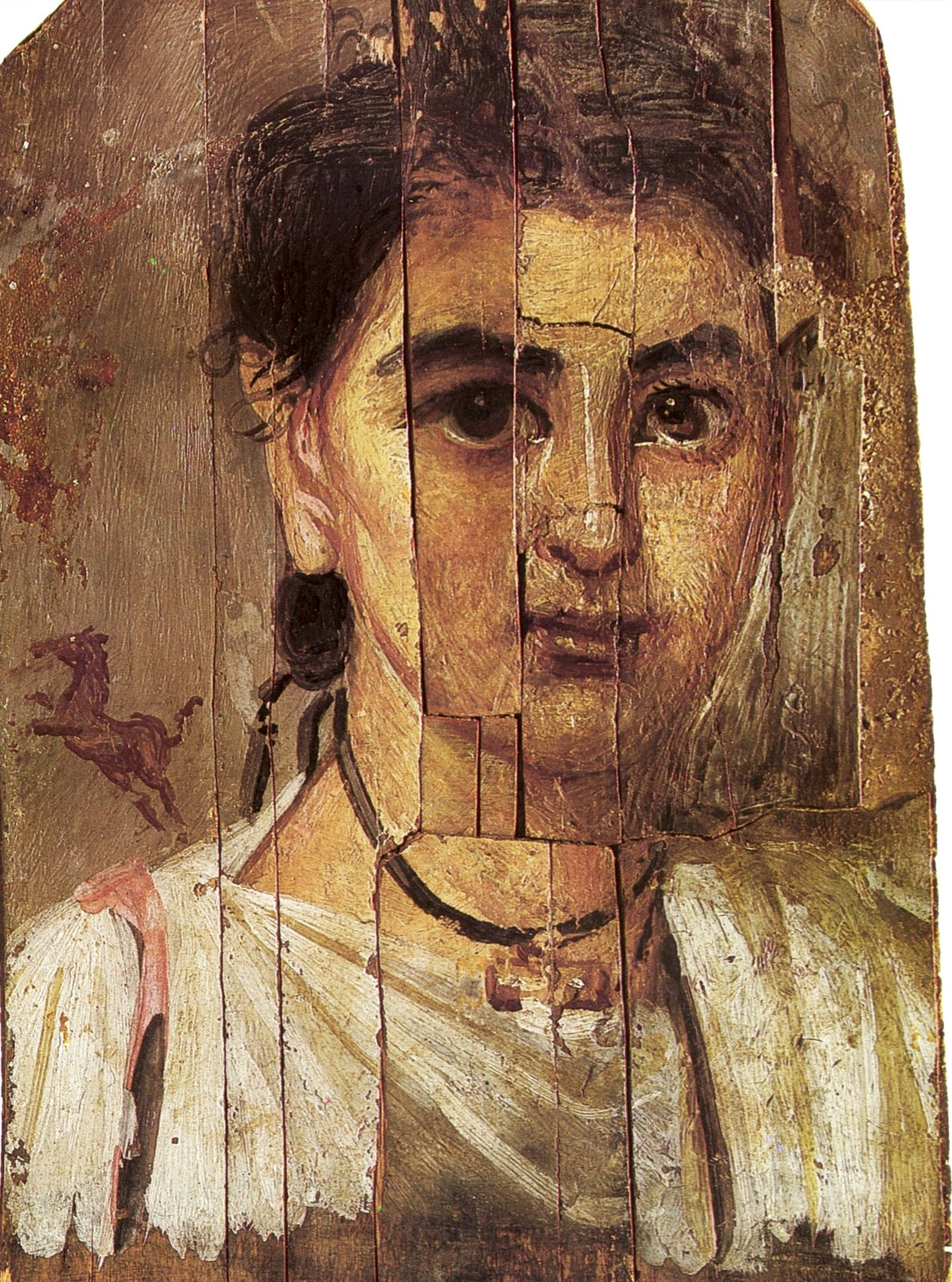
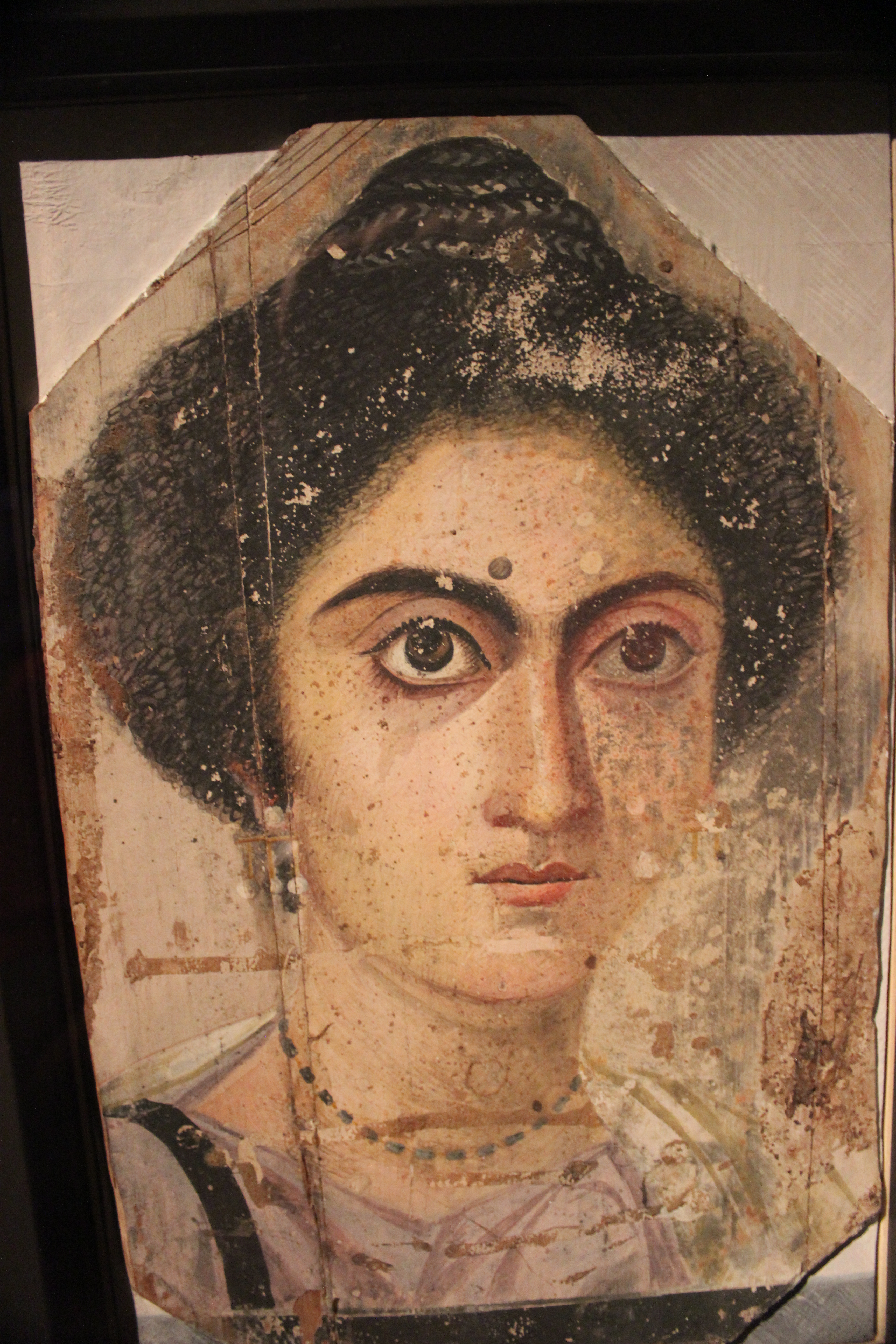
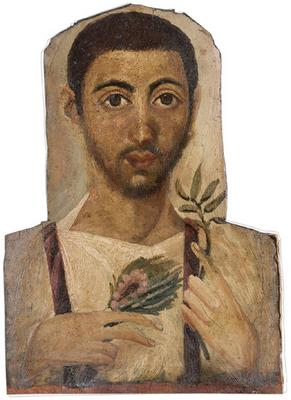
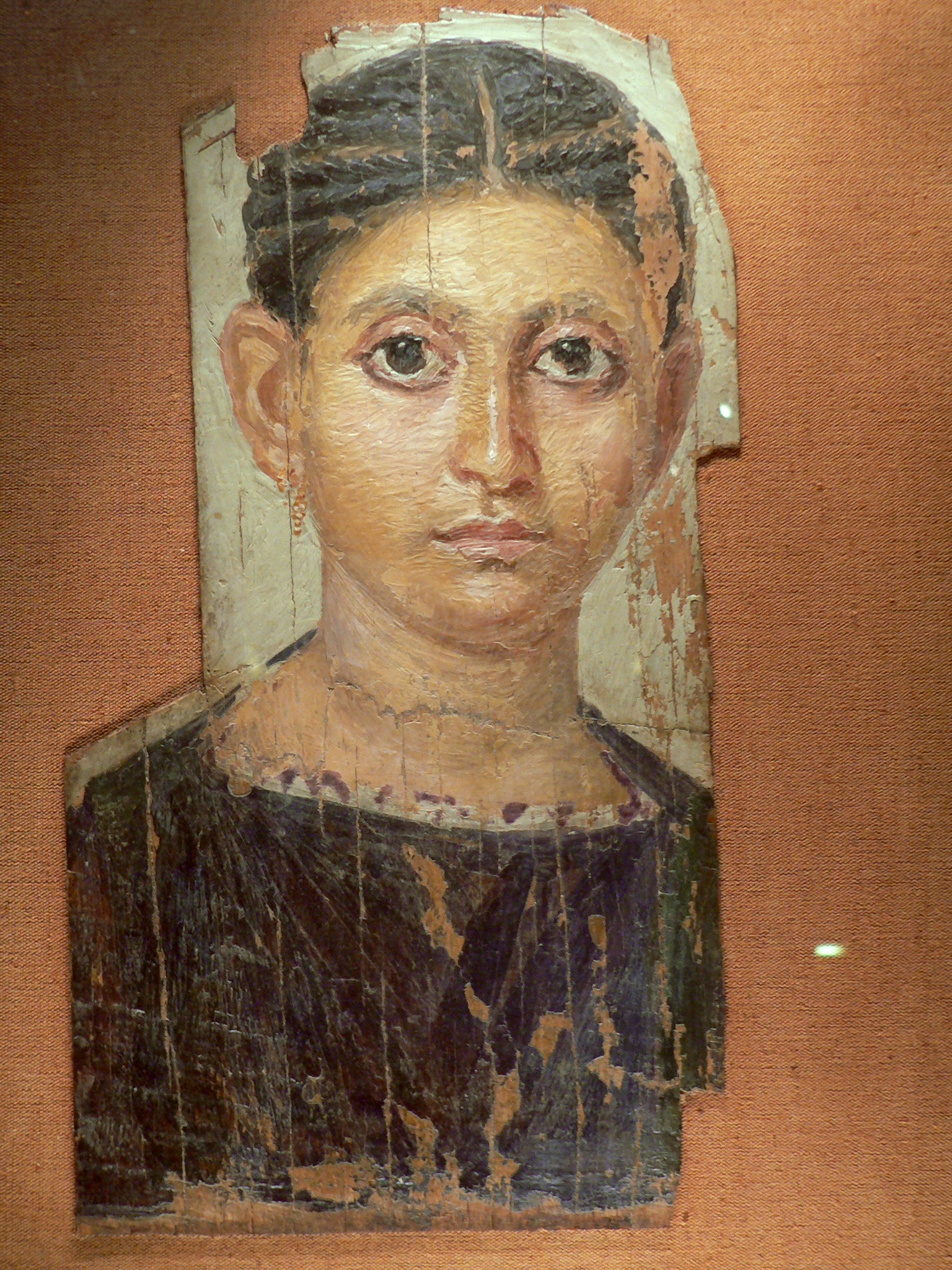
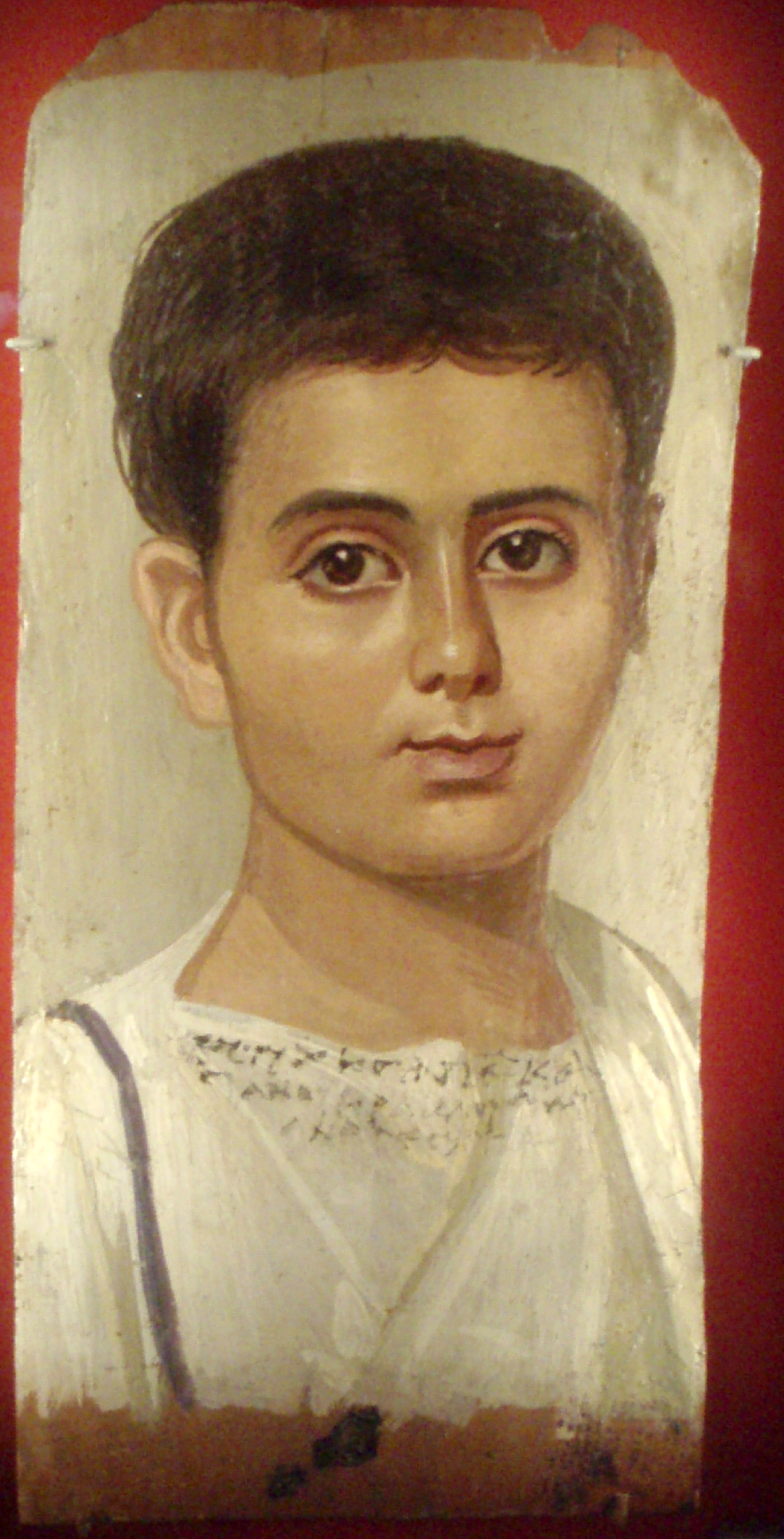
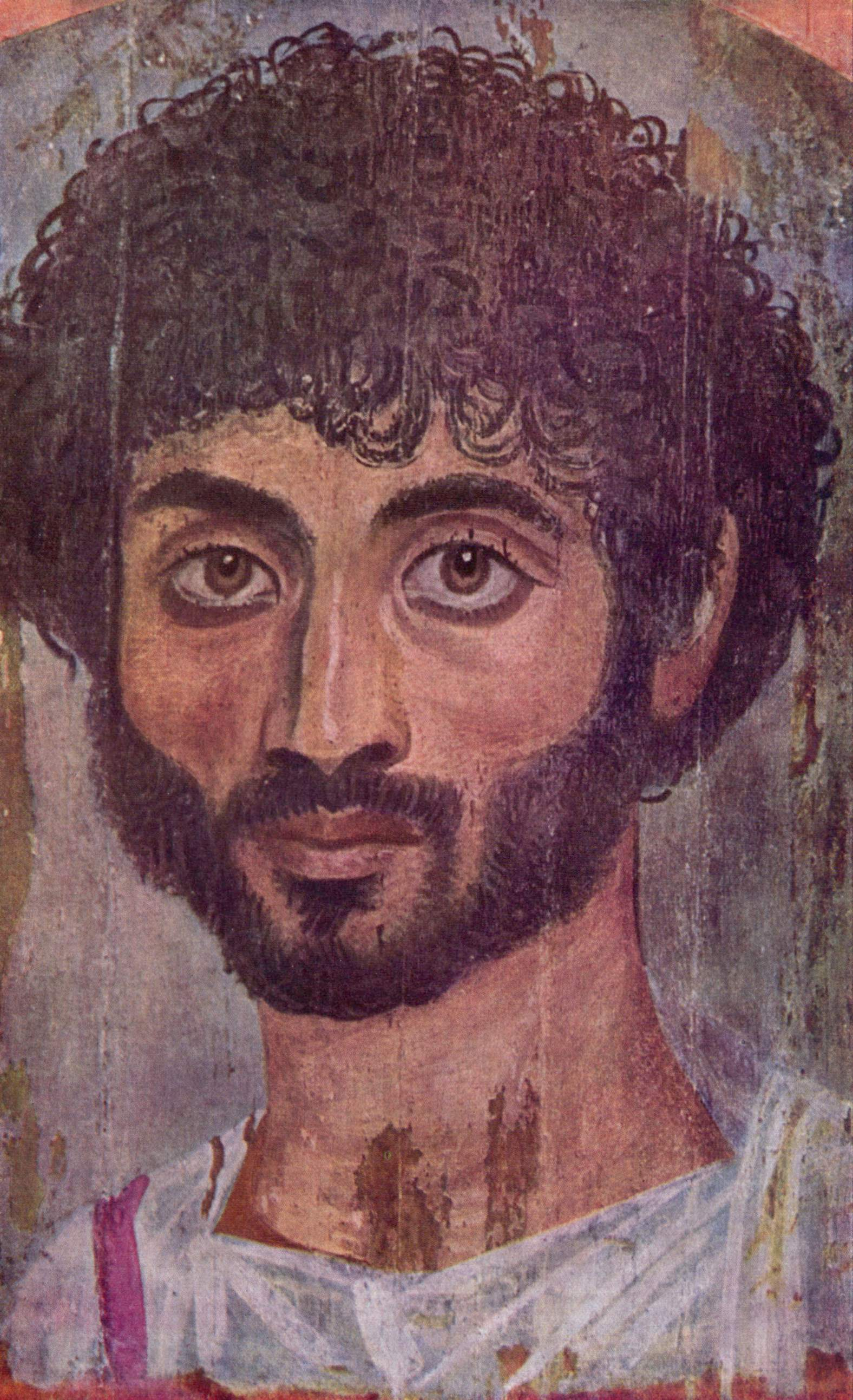